# Nicorvo
Nicorvo – miejscowość i gmina we Włoszech, w regionie Lombardia, w prowincji Pawia.
Według danych na rok 2004 gminę zamieszkiwało 386 osób, 48,2 os./km².